# 판차실라 청년단
판차실라 청년단(인도네시아어: Pemuda Pancasila, PP)은 인도네시아의 준군사조직이다. 1959년 10월 28일 아불 하리스 나수티온 장군이 인도네시아 독립촉성동맹의 청년부문조직으로 창설했다.
수하르토의 신질서 독재기간 정부를 지지하는 준공식적 정치깡패로 활동했다. "판차실라"라는 말은 본래 인도네시아의 5대 국시를 의미하는 것이다. 판차실라 청년단은 1965년 수하르토의 쿠데타가 성공하는 데 상당한 역할을 했으며, 인도네시아 육군의 죽음의 부대 구실을 하면서 수마트라섬 북부에서 100만 명 이상의 공산주의자 혐의자 및 화교들을 살해했다.
현재 단원 수는 30만 여명이다.

## 같이 보기
- 판차실라 (정치 이념)
- 아르헨티나 반공주의자 동맹
- 쿠 클럭스 클랜
- 히틀러 청소년단
- 재일 특권을 용납하지 않는 시민 모임